# 2241 Alcathous
2241 Alcathous (1979 WM) là một thiên thể Troia của Sao Mộc, trong nhóm Troia, được phát hiện ngày 22 tháng 11 năm 1979, bởi Kowal, C. ở Palomar.